# Galeazzo Ciano
Galeazzo Ciano, greve av Cortellazzo och Buccari, född 18 mars 1903 i Livorno i Toscana, död 11 januari 1944 i Verona i Veneto, var en italiensk diplomat och politiker. Ciano, som var svärson till Benito Mussolini, tjänade som Italiens utrikesminister mellan 1936 och 1943 och därefter som ambassadör vid Vatikanen.

## Biografi
Galeazzo Ciano var son till amiralen Costanzo Ciano (1876–1939) och Carolina Pini. Han anslöt sig tidigt till fascismen och ingick 1925 i diplomattjänst samt gifte sig 1930 med Mussolinis dotter Edda. I juni 1936 utnämndes han till Italiens utrikesminister. Med åren kom han dock att alltmer distansera sig från Mussolinis utrikespolitik och erhöll i februari 1943 avsked som utrikesminister och blev i stället ambassadör vid Vatikanen. Senare samma år deltog han i avsättningen och arresteringen av Mussolini. När de italienska fascisterna med tysk assistans hade återupprättat Mussolinis regim i Norditalien, ställdes Ciano av denna regim inför ståndrätt och dömdes till döden för landsförräderi. Han arkebuserades i januari 1944. Tillsammans med Ciano avrättades Emilio De Bono, Luciano Gottardi, Giovanni Marinelli och Carluccio Pareschi.
Postumt utgavs hans dagböcker från åren 1937–1943.

## Utmärkelser
- Annunziataorden
- Sankt Mauritius och Sankt Lazarusorden
- Italienska kronorden
- Gyllene sporrens eller S:t Sylvesters orden
- Piusorden
- Heliga gravens orden
- Malteserorden
- Urdhëri i Besës
- Vita örns orden (Polen)
- Isabella den katolskas orden
- Tyska örnens orden
- Ricompense al valor militare
- Medaglia commemorativa delle operazioni militari in Africa Orientale
- Medaglia commemorativa della Marcia su Roma